# Luis Alberto Reyes Domínguez

## Biografía
Luis Alberto Reyes Domínguez  (Jamiltepec, Oaxaca, 20 de junio de 1994).

## Educación
Cursó su educación básica en el estado de Oaxaca. La primaria la realizó en el Centro Escolar Federal, José Vasconcelos, Oaxaca, la secundaria en la Netzahualcoyótl, San José del Progreso, Oaxaca, el Bachillerato en Colegio de Bachilleres del Estado de Oaxaca, Oaxaca|en México Cursó la licenciatura Enfermería y Obstetricia Centro de Estudios Universitarios Tierra Caliente  (CEUTC).